# 6619 Коля
6619 Коля (6619 Kolya) — астероїд головного поясу, відкритий 27 вересня 1973 року.
Тіссеранів параметр щодо Юпітера — 3,091.